# Iowa Chops
Iowa Chops var ett ishockeylag i AHL och farmarlag till Anaheim Ducks. Laget kom från i Des Moines i Iowa och var verksamma under namnet Iowa Stars 2005–2008. Sista säsongen 2008/2009 gick man under namnet Iowa Chops. Anaheim Ducks sa upp avtalet med Chops 2009 efter att klubben inte kunna uppfylla de ekonomiska kraven.